# Stala landskommun
Stala landskommun var en tidigare kommun i dåvarande  Göteborgs och Bohus län.

## Administrativ historik
När 1862 års kommunalförordningar började gälla inrättades över hela landet cirka 2 400 landskommuner, de flesta bestående av en socken. Därutöver fanns 89 städer och 8 köpingar, som då blev egna kommuner. Denna kommun bildades då i Stala socken i Orusts östra härad i Bohuslän.
Vid kommunreformen 1952 uppgick kommunen i Tegneby landskommun som 1962 uppgick i Östra Orusts landskommun, som 1971 uppgick i Orusts kommun.

## Politik

### Mandatfördelning i Stala landskommun 1938-1946
| 4 | 16 |

| 19 |

| 4 | 16 |

| 18 |

| 5 | 15 |

| 17 | 3 |